# Philonthus hepaticus
Philonthus hepaticus är en skalbaggsart som beskrevs av Er. Philonthus hepaticus ingår i släktet Philonthus och familjen kortvingar. Inga underarter finns listade i Catalogue of Life.